# A Question of Time
«A Question of Time» és el dissetè senzill de Depeche Mode i el tercer de l'àlbum Black Celebration. Fou publicat l'11 d'agost de 1986.
Malgrat que el títol és molt semblant al senzill anterior, "A Question of Lust", les cançons no tenen cap relació musical ni temàtica. Fou el primer senzill de Depeche Mode que no tenia com a cara-B una cançó nova, i presentà una remescla de "Black Celebration" i d'altres cançons de l'àlbum en directe. També destaca que aquest fou el darrer senzill de la banda que tenia una versió llarga i una versió curta, és a dir, versió ampliada i versió de l'àlbum.
Malgrat conservar encara l'esperit de música industrial que caracteritzava els àlbums precedents, es diferenciava d'aquest per presentar una lletra molt més adulta, gairebé de forma literal, ja que es tracta de la veu d'un pare aconsellant la seva filla. La música té un so de desesperació, un cant de preocupació pel que els pot succeir a les noies, exposades per la seva bellesa i joventut.
El videoclip fou dirigit per Anton Corbijn, iniciant una relació entre l'artista i la banda que durà molts anys. Corbijn tenia al cap un experiment sobre una road movie i la desesperada lletra d'aquesta cançó era adequada per dur a terme aquest curtmetratge.
Posteriorment fou inclòs en els àlbums de videoclips Strange (1988), The Videos 86-98 (1998) i The Best of Depeche Mode Volume 1 (2006).

## Llista de cançons
7": Mute/7Bong12 (Regne Unit)
1. "A Question of Time" (Remix) – 4:04
2. "Black Celebration" (Directe) – 6:05

12": Mute/12Bong12 (Regne Unit)
1. "A Question of Time" (Extended Remix) – 6:38
2. "Black Celebration" (Directe) – 6:05
3. "Something to Do" (Directe) – 3:50
4. "Stripped" (Directe) – 6:21

12": Sire 20530-0 (Estats Units)
1. "A Question of Time" (Extended Remix) – 6:38
2. "Something to Do" (Directe) – 3:50
3. "A Question of Lust" (Extended Version) – 6:47
4. "Black Celebration" (Directe) – 6:05

12": Mute/L12Bong12 (Regne Unit)
1. "A Question of Time" (New Town Mix) – 6:59
2. "A Question of Time" (Live Remix) – 4:10
3. "Black Celebration" (Black Tulip Mix) – 6:32
4. "More Than a Party" (Live Remix) – 5:05

CD: Mute/CDBong12 (Regne Unit, 1991), Sire/Reprise 40318-2 (Estats Units, 1991) i Reprise CDBong12/R278891E (Estats Units, 2004)
1. "A Question of Time" (Remix) – 4:04
2. "Black Celebration" (Directe) – 6:05
3. "Something to Do" (Directe) – 3:50
4. "Stripped" (Directe) – 6:21
5. "More Than a Party" (Directe) – 5:07
6. "A Question of Time" (Extended Remix) – 6:38
7. "Black Celebration" (Black Tulip Mix) – 6:32
8. "A Question of Time" (New Town Mix/Live Remix) – 11:08

- Totes les cançons foren compostes per Martin Gore.
- Directe enregistrat al concert de Birmingham el 10 d'abril de 1986.
- Les remescles anomenades Remix i Extended Remix d'"A Question of Time" foren realitzades per Phil Harding.
- Les remescles anomenades New Town Mix d'"A Question of Time" i Black Tulip Mix de "Black Celebration" foren realitzades per Rico Conning.